# 世界アゼルバイジャン青年連合
"世界アゼルバイジャン青年連合"　パブリック連合(アゼルバイジャン語: Dünya Azərbaycanlı Gənclər Birliyi) はアゼルバイジャン共和国の公共ネットワークである。

## 歴史
2012年3月12日にバクーで世界アゼルバイジャン青年ユニオンの議会が開催された。この組織の創設に伴って、海外に住むアゼルバイジャンの若者達と色々な協会および国際機関らの代表らが議会に参加した。第一回の議会は基盤作りと出発点であり、祖国アゼルバイジャンの将来の礎と位置付けた。

## 連合の目的と目標
世界アゼルバイジャン青年連合の主な目的は、アゼルバイジャン共和国および外国に住んでいる若者のオールラウンド連帯感を保証することである。また、科学や教育、文化、ビジネス、スポーツの分野での国益と国際的な価値観の発展と創造は、ボランティア活動と共に強調された。その他の目的としてアゼルバイジャンの内外で住んでいるアゼルバイジャンの若者達の利害、権利、および自由を確保し、国際的なレベルでアゼルバイジャンの現実を伝え、豊かなトルコ系文化遺産を維持とその発展を促進させること、また、外国におけるアゼルバイジャンの若い市民の活動を整理し、国内外を組織化することで、ネットワーク化に積極的な役割を果たすこともある。
国内外の若者組織を統合し、アゼルバイジャンの内外で進められているプロジェクトは、今後開始されるプロジェクトの社会政治的な創造に積極的な参加を確実にする。

## 組織図
会長 - ラミンマムマドフ（Chairman – Ramin Mammadov）

## 他創始組織
1.ロシアのアゼルバイジャンの青年組織
2.アゼルバイジャン共和国の青年組織の国立アセンブリ
3.アゼルバイジャン学生青年会組合
4.ヨーロッパにアゼルバイジャン青少年の統合の組織
5."IRELI"パブリック連合
6.アゼルバイジャン学生同窓会国際フォーラム
7.アゼルバイジャン - トルコ友好青年ユニオン

## 中央委員会
1.レイラ　アリエワ　Leyla Aliyeva　ロシア連邦、ヘイダルアリエフ財団、世界アゼルバイジャン調整評議会のメンバー、ロシアのアゼルバイジャンの青年組織の副会長
2.アディル　バギロフ　Adil Baghirov　アメリカ、世界アゼルバイジャン調整評議会のメンバーで、米国アゼルバイジャンネットワークの幹部ディレクター、政治学の博士号
3.アーメド　ゲンジェハン　バビシュ　Ahmed Gencehan Babish　トルコ共和国、トルコ、アゼルバイジャン協会会長の副
4.アナル　ハリロフ　Anar Khalilov　ブリュッセル、 "健全な発展と教育"、ベルギーの公的連合会長
5.アナル　マムマドフ　Anar Mammadov　アメリカ、アメリカのエグゼクティブ・ディレクター アゼルバイジャンアライアンス 
6.アナル　タヒロフ　Anar Tahirov　ウクライナ、ウクライナ、アゼルバイジャン青年ユニオンの会長
7.アイダ　アミールハシミ　Ayda Amir Hashimi　 スウェーデン王国、世界アゼルバイジャン調整評議会のメンバーで、アゼルバイジャン青年連合会の最高経営責任者（CEO）のメンバーで、AYFの最高経営責任者（CEO）の秘書
8.アイナ　ゼイニイェエワ　Ayna Zeyniyeva　ウズベキスタン、ウズベキスタン、アゼルバイジャン共和国の国立文化センターの青年協議会会長
9.ジャビド　アリエフ　Javid Aliyev　トルコ共和国、トルコ、アゼルバイジャンクラブ連合会の青年組織の会長
10.ジャラル　ジャブライロフ　Jalal Jabrayilov　カザフスタン、アゼルバイジャン文化センター組合の青年との仕事で会長の代理
11.エルヌル　イブラヒモフ　Elnur İbrahimov　アメリカ、アゼルバイジャンの代表、アメリカ学生連合、アメリカのフェニックス大学の学生
12.エルマドディン　ベフブド　Elmaddin Behbud　アゼルバイジャン共和国、 "アゼルバイジャンの民主主義のため、若者公共労組委員長
13.エミン　ハジイェフ　Emin Hacıyev　ロシア連邦、ロシアのアゼルバイジャンの青年組織の最高経営責任者（CEO）のメンバー
14.エスミラ　エルザイェヴァ　Esmira Rzayeva　フィンランド共和国、フィンランドでフィンランド・アゼルバイジャンの青年組織の会長 - アゼルバイジャン友好連合
15.ヒクマト　ナガダリイェヴ　Hikmat Naghdaliyev　ロシア連邦、ロシアのアゼルバイジャンの青年組織の最高経営責任者（CEO）のメンバー
16.ヒクマト　イスマイロフ　Hikmat İsmayılov　アゼルバイジャン共和国、ヨーロッパの運動の副会長
17.イクバル　ハジイェフ　İqbal Hajıyev　 ルーマニア共和国、世界アゼルバイジャン調整評議会、欧州議会、アゼルバイジャン、ルーマニアの会長の執行委員会メンバーの一員 - アゼルバイジャン青年文化協会
18.カヤ　キョムル　Kaya Komur　ドイツ、マインツ・アゼルバイジャン学会会長
19.レイラ　マムマドヴァ　Leyla Mammadova　グルジア、アゼルバイジャン・グルジア青年ユニオンの会長
20.ミルワリ　ファタリイェヴァMirvari Fataliyeva - フランス共和国、アゼルバイジャン・フランス青年会における会長の代理
21.ムサ　アフマドフ　Musa Ahmadov（Punhan） - ベルギー王国、世界アゼルバイジャン調整評議会のメンバーで、ベネルクスアゼルバイジャン議会の青年調整協議会の会長、ベルギー青少年議会のメンバー
22.ヌラディン　メフディイェヴ　Nuraddin Mehdiyev - アゼルバイジャン共和国、青少年関連公共組合の "わが青春に"地域開発の会長
23.ラミン　ガシモフRamin Qasımov - ロシア、ロシアの下院でのスタッフ
24.オルハン　アラボフ　Orxan Arabov - アゼルバイジャン共和国、NAYORAの事務総長
25.オルハン　アクバロフOrxan Akbarov - アゼルバイジャン共和国、ASAIF会長
26.ラミル　アリエフRamil  Aliyev- ノルウェー王国、世界アゼルバイジャン調整評議会のメンバーで、Norweyアゼルバイジャン青年会の会長
27.ラウフ　マルディイェフ　Rauf Mardiyev - アゼルバイジャン共和国 "IRELI"公共組合の書記長
28.ラミン　マムマドフ　Ramin Mammadov - アゼルバイジャン共和国、新アゼルバイジャン党の青年ユニオンの国際関係の会長の代理
29.ラミン　ニフタィイェヴ　Ramin Niftaliyev - エジプト、 "Vatan"の学生の社会の会長
30.ラシュハン　ガラシュリRashkhan Qarashlı - アゼルバイジャン共和国、アゼルバイジャンの会長 - トルコユース友好学会
31.ルスタム  ムスタファイェヴRustam Mustafayev - ラトビア共和国、ラトビアの青年組織の会長
32.シムザル　バラオグラノワ　Simuzar Balaoglanova - グレート・ブリテン、世界アゼルバイジャン調整評議会のメンバー、アゼルバイジャン学校 "カスピ海-ハズリ"、 "Sara Xatun"婦人連合会会長の会長
33.サファー　マムマドヴ　Safar Mammadov - モルドバ共和国、モルドバ、アゼルバイジャン青年組織の会長
34.サビーナ　アジズリSabina Azizli - カナダ、カナダ・アゼル-トルコ協会の青年組織の会長
35.タレ　ヘイダロヴ　Tale Heydarov - グレート・ブリテン、世界アゼルバイジャン調整評議会のメンバー、欧州アゼルバイジャン学会会長 
36.シャムカル　ハサノフ　Shamkhal  Hasanov - アゼルバイジャン共和国株式会社 "アラズ-テレラジオ"の総監督
37.シャヒン　イスマイロフ　Shakhin Ismayilov - アゼルバイジャン学生青年会の連合会長
38.シャヒン　セイドザデShakhin Seyidzade - アゼルバイジャン共和国、公共組合 "市民社会における討論"の会長
39.シモン　シャガル　Shimon Shaqal  - イスラエル国の "AMI"のアゼルバイジャンイスラエル公共青年組織の会長の代理

## 検査手数料
1.アゼル　ジャビドヴ（AZER Javadov） - バクーユースクラブの会長
2.アシフ  アスガロヴ（Asif  Asgarov） - アゼルバイジャン民主学生青年組織の会長
3.ジャミーラ   アブデュライェヴァ（Jamilah  Abdullayeva） - 連帯青少年公共労組の支援の会長
4.エルマリ 　マミショフ（Elmari Mamishov） - ヤング弁護士連合会会長
5.メフリバン　アリイェヴァ（Mehriban Aliyeva） - 社会 "Vatan"の青年組織の会長（デンマーク）
6.サミール・アリエフ （Samir Aliyev）- ロシアのアゼルバイジャン青少年組織、セーチェノフの学生、モスクワ医科大学（ロシア連邦）のメンバー
7.ヴガル　アーメドフ（Vuqar Ahmadof） - アゼルバイジャン・アメリカ青少年公共労組委員長
8.ヴサル　グレイェヴ（Vusal Guliyev） - 青春公共組合のための教育センターの会長
9.ゼムフィラ　アジズベイェバ（Zemfira Azizbeyova） - ユース・フォーラムのグルジアのアゼルバイジャンの会長（グルジア）